# 布雷斯悖论
布雷斯悖论（英語：Braess's paradox）是1968年由德國數學家迪特里希·布雷斯提出的一個悖論，它是指在一个交通网络上增加一条路段反而使网络上的旅行时间增加；这一附加路段不但没有减少交通延滞，反而降低了整个交通网络的服务水准。
这一悖论在电网和生物系统中也有相似的例子。理论上，在一些情况下，去除网络的一部分可能可以改善网络。这一悖论可以解释现有主要道路关闭后交通反而改善的例子。这种出力不讨好且与人们直观感受相背的现象主要源於纳什均衡並不一定使社會最優化。

## 发现和定义
德国波鴻魯爾大學的数学家迪特里希·布雷斯在进行交通建模时发现，增加一条新道路可能反而会阻碍路网的交通流。他的理解是，如果每个司机都做出最优化的利己决策，即选择最快的路线，那么他们可能会过度使用捷径来减少出行时间。布雷斯的发现背后的思想是，纳什均衡可能并不意味着通过网络的整体流量最佳。
悖论的叙述如下
对于路网中的每一点，给定从该点出发的车辆数量和车辆的目的地。在这些条件下，人们希望预估交通流的分布。一条街道是否优于另一条，不仅取决于道路品质，还取决于车流密度。如果每个司机都选择看起来对他们最优的道路，由此产生的交通时间未必是最小的。以下例子能够表明这点：道路网络的扩展可能导致交通重新分配，导致个人交通时间变长。
在某些情况下，当交通参与者“自私”地选择路径时，向网络添加额外的负载能力反而会降低整体性能。这是因为这样的系统的纳什均衡不一定是最优的。网络的变化形成了新的博弈结构，导致了囚徒困境。在纳什均衡中，司机没有改变路线的动机。当系统不处于纳什均衡时，单个司机可以通过改变他们走的路线来减少各自的出行时间。在布雷斯悖论的情景下，尽管整体性能下降，司机仍会继续切换路线，直到达到纳什均衡。

## 例子
考虑右图中的交通网，有4000辆车打算在其中路上通行。通过的时间从起点到A點和從B點到終點均是路上车的数量除以100，而从起点到B點和從A點到終點均是固定的45分钟。如果近路不存在（即交通网上只有4条路），从起点到A點到终点需要的时间是 {\displaystyle {\tfrac {A}{100}}+45}，而从起点到B點到终点需要的时间是 {\displaystyle {\tfrac {B}{100}}+45}。如果其中一条路的通过时间較短，是不可以达到奈許均衡點的，因为理性的司机都会选择較短的路。因为有4000辆车，從 {\displaystyle A+B=4000} 可以解得平均 {\displaystyle A=B=2000}，这样每条路的平均通过时间都是 {\displaystyle {\tfrac {2000}{100}}+45=65} 分钟。
现在假设有了一条近路（如虛線所示），其通过时间接近于0，在这种情况下，所有的司机都会选择从起点到A點这条线路，因为就算所有的车都走这条路，通过时间也不过40分钟，小于起点到B點的45分钟。到达A點之后，所有的司机都会选择从用接近0的时间行驶到到B再到终点，因为就算所有的车都走这条路，通过时间也不过40分钟，小于A點到终点的45分钟。这样所有车的通过时间是{\displaystyle {\tfrac {4000}{100}}+{\tfrac {4000}{100}}=80} 分钟，比不存在近道的时候还多了15分钟。就算不走這條路，時間也不會縮短，因為原先的路线（起点→A→终点；起点→B→终点）的时间都变成了85分钟。如果大家都约定好不走近路，那么都可以节约15分钟的时间。但是，由于单个的司机总是能从抄近道上获益，所以这种约定是不稳定的，布雷斯悖论便出现了。